# Pedro Berruezo
Pedro Berruezo Martín (Melilla, 22 de mayo de 1945 - Pontevedra, 7 de enero de 1973) fue un futbolista español, el primer jugador profesional español que murió en el terreno de juego.
Ocurrió en el Municipal de Pasarón en Pontevedra, el 7 de enero de 1973, en un encuentro donde se midieron el equipo local, el Pontevedra y el Sevilla, en la decimoctava jornada de Liga de Segunda División Española en el minuto seis de partido, cuando se desplomó en el centro del campo. Anteriormente Pedro habría sufrido el primer desfallecimiento en Alicante, luego otro en Sabadell y el 10 de diciembre de 1972 uno más fuerte y que lo vio todo el mundo, ante el Barakaldo. A partir de ahí lo estuvo tratando el doctor Felipe Martínez y se creó un cuadro de médicos para explorar las causas de los desvanecimientos de Pedro. Dichas causas no se detectaron y falleció más tarde en Pontevedra. Ingresó en el hospital ya fallecido. La causa de la muerte de Berruezo no está clara, pero todo indica que fue a causa de un infarto de corazón o cerebral. Dos días después fue enterrado en Málaga.
Berruezo defendió los colores del Málaga, del Sevilla y fue internacional Sub-23 con España en dos ocasiones.
Pedro falleció dejando a una hija y a su mujer que estaba embarazada de un hijo, el cual tuvo oportunidad de jugar en el mismo estadio en el que murió su padre 35 años antes, vistiendo la camiseta del Ceuta. 
El 7 de enero de 2010 su último equipo el Sevilla le ofrece un homenaje en el Estadio Ramón Sánchez-Pizjuán presidiendo el acto su presidente José María del Nido colocándose en el acceso al palco una talla con su figura. Actualmente, su cara preside la puerta número 10 del Estadio Ramón Sánchez-Pizjuán. Se da la casualidad que Antonio Puerta también perdió la vida en el terreno de juego defendiendo los colores del Sevilla en el puesto de interior izquierdo.